# Veius

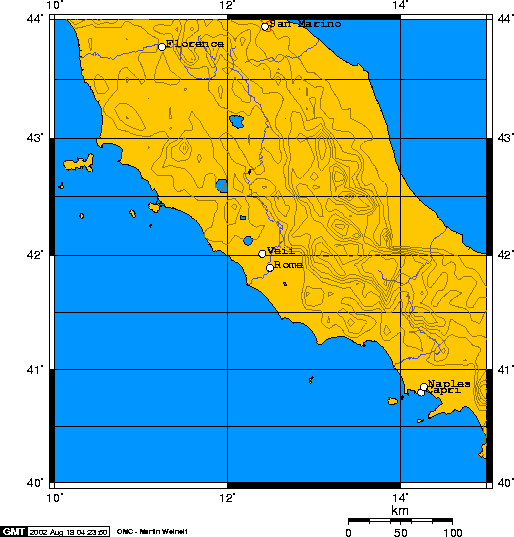
Localizare

Veii (sau Veius, italiană: Veio) a fost, în antichitate, un important oraș etrurian la 16 km nord - nord-vest de Roma, Italia.
Veii a fost cel mai bogat oraș din Liga etruscă, aflat la granița de sud a Etruriei. Acest oraș a fost alternativ când în război când aliat cu Roma timp de peste 300 de ani. În cele din urmă a căzut în fața armatei conduse de generalului roman Camillus în 396 î.Hr.. Veii a continuat să fie ocupat după capturarea sa de către romani; Livia Drusilla a avut un imobil acolo, potrivit lui Suetonius. Orașul sub control roman, care în curând a fost asimilat de Roma, este numit de literatura de specialitate Veii roman pentru a fi deosebit de Veii etruscian.